# Volkssage
Unter einer Volkssage versteht man eine volkstümliche Erzählung, in der  mit dem Anspruch der Glaubwürdigkeit von übernatürlichen Phänomenen und phantastischen Wesen, ähnlich dem Volksmärchen und der Legende, berichtet wird, die in der realen lokalisierbaren Welt der Menschen auftauchen bzw. in sie eingreifen.
Wie in anderen epischen Kurzformen sind diese Texte kurz, handlungs- bzw. zielorientiert gestaltet. Es gibt keine epischen Ausschmückungen, sondern einen einfachen linearen Aufbau.

## Geschichte
Ursprünglich wurden Volkssagen mündlich tradiert, später dann schriftlich fixiert (siehe unten). Die Volkssage ist oft gekennzeichnet durch altertümelnde Sprache bezüglich des Wortschatzes und der Redewendungen. Teilweise liegt das an der Zeit ihrer schriftlichen Fixierung, teilweise ist dies auch eine sprachliche Historisierung, eine Rekonstruktion der Sprache früherer Zeiten, die man als angemessen für diese Textart erachtete.
Das Interesse an Sagen geht in Europa auf die Zeit der Romantik zurück. Derartige Geschichten gibt es bei fast allen Völkern. Ähnliche Motive tauchen in verschiedenen Ländern auf (vgl. C. G. Jung und seine Theorie der Archetypen).
In Europa wurden die Volkssagen im 19. Jahrhundert gesammelt und aufgezeichnet. Die wichtigste Ausgabe von Volksmärchen vor den Brüdern Grimm stammt von J. Chr. Nachtigal, der 1800 unter einem Pseudonym mit „Treue und Frische“ Volkssagen aus dem Harz herausgab. Nur wenige Jahre später stürzten sich die Romantiker auf die Überlieferung. Im Zusammenhang mit ihren Märchensammlungen hatten sich in Deutschland die Brüder Grimm auch der Sagenwelt zugewandt und diese in ihrem Buch Deutsche Sagen (Erstausgabe 1816–18) gesammelt.

## Inhalt
Inhaltlich ist das Spektrum der Volkssagen weit gefasst. Volkssagen liefern oft Erklärungen für Ortsnamen, bestimmte Lokalitäten (geographische Besonderheiten, Namen von Kirchen, Kapellen, Brücken), bestimmtes Brauchtum, bestimmte Geschehnisse (die oft realiter stattgefunden haben), bestimmte historische Persönlichkeiten oder erfundene Persönlichkeiten (z. B. Sagen um Rübezahl).
Oft handelt es sich um den Versuch einer Erklärung von zur Zeit ihrer Entstehung unerklärlichen Naturphänomenen und -ereignissen, etwa der Form von Bergen, Irrlichtern u. ä. So werden z. B. in Island im Meer stehende Felsnadeln (vulkanischen Ursprungs) meist als versteinerte Trolle dargestellt (etwa Reynisdrangar bei Vík í Mýrdal).
Insofern erhoben Volkssagen einen gewissen Erklärungs- und Wahrheitsanspruch, im Gegensatz etwa zum Märchen, dessen fiktiver Charakter per se evident war bzw. ist: Denn das Märchen spielt immer in einer Fantasiewelt. Um diesen Wirklichkeitsbezug einer Volkssage zu unterstreichen, enthält diese oft einen lokalen und/oder temporalen Hinweis: In Köln, … in der Zeit Barbarossas, bei der großen Schlacht von…
Dennoch spielt das Übernatürliche in vielen Volkssagen eine wichtige Rolle; so z. B. das Auftreten von: Teufel, Ungeheuern, Zwergen, Riesen, Wassermännern, Nixen, Trollen, Elfen, Gespenstern oder Zauberern.
Oft sind Volkssagen sehr lokal gebunden. (Fast jede Region in Deutschland hat ihre eigenen Volkssagen und entsprechend Sammlungen von Volkssagen.) Bekannte Beispiele im deutschen Sprachraum sind die Sage vom Kyffhäuser, die Loreleysage oder die Schildhornsage.